# Tynan (Texas)
Tynan es un lugar designado por el censo (en inglés, census-designated place, CDP) situado en el condado de Bee, Texas, Estados Unidos. Según el censo de 2020, tiene una población de 254 habitantes.

## Geografía
La localidad está ubicada en las coordenadas 28°10′15″N 97°44′57″O / 28.17083, -97.74917. Según la Oficina del Censo, tiene una superficie de 9.0 km², correspondientes en su totalidad a tierra firme.

## Demografía
Según el censo de 2020, hay 254 personas residiendo en la localidad. La densidad de población es de 28 hab./km². El 59.06% de los habitantes son blancos, el 1.18% son amerindios, el 0.39% es asiático, el 19.29% son de otras razas y el 20.08% son de una mezcla de razas. Del total de la población, el 79.92% son hispanos o latinos de cualquier raza.